# Manoel da Rocha Mourão
Manoel da Rocha Mourão, mais conhecido como Mourão (Viçosa, 9 de outubro de 1933 — 8 de maio de 2023) foi um futebolista brasileiro que atuava como zagueiro.

## Carreira
Iniciou a carreira em 1952, aos 18 anos, no CRB, de Alagoas.
Seu primeiro time profissional foi o América de Recife.
Em 1956, enfrentou a Seleção Brasileira defendendo a Seleção de Pernambuco, em amistoso realizado na Ilha do Retiro.
Do América, seguiu para o Santos em 1957.
Foi emprestado ao Grêmio em 1958, estreando em 8 de junho, na vitória por 4 x 1 sobre o São José no Estádio Olímpico, válido pelo Campeonato Citadino, do qual seria campeão. Entre junho de 1958 e fevereiro de 1959, fez 24 jogos pelo clube.
Em 1959, retornou ao Santos para ser campeão do Torneio Rio-São Paulo e do Troféu Tereza Herrera. Ao todo, fez 104 partidas e marcou um gol pelo clube.
Em 1960 ele voltou para Recife, para jogar no Sport.
Em 1961, voltou para o Grêmio, onde foi novamente campeão estadual, em 1962 e 1963. Nesta segunda passagem, entre agosto de 1961 e agosto de 1962, fez 28 jogos, totalizando 52 partidas em suas duas passagens pelo clube.
Em 1964, foi para o Newell’s Old Boys, da Argentina, e ajudou o time a voltar para a elite do futebol argentino.
Aos 29 anos, para cuidar de sua mãe, que estava adoentada, resolveu abandonar o futebol, em 1966.

### Títulos
Grêmio
- Campeonato Citadino de Porto Alegre: 1958
- Campeonato Gaúcho: 1962
- Campeonato Sul-Brasileiro: 1962

Santos
- Torneio Rio-São Paulo: 1959[5]
- Troféu Tereza Herrera: 1959

## Morte
Mourão morreu em 8 de maio de 2023, aos 89 anos, vítima de parada cardiorrespiratória.